# Ценсон-ді-П'яве
Ценсон-ді-П'яве (італ. Zenson di Piave, вен. Zenson de Piave) — муніципалітет в Італії, у регіоні Венето, провінція Тревізо.
Ценсон-ді-П'яве розташований на відстані близько 430 км на північ від Рима, 31 км на північний схід від Венеції, 20 км на схід від Тревізо.
Населення — 1804 особи (2014).

## Демографія
Населення за роками:

Станом на 1 січня 2023 року в муніципалітеті офіційно проживало 210 іноземців з 24 країн, серед них 65 громадян країн Євросоюзу та 9 громадян України.

## Сусідні муніципалітети
- Фоссальта-ді-П'яве
- Монастієр-ді-Тревізо
- Новента-ді-П'яве
- Сальгареда
- Сан-Б'яджо-ді-Каллальта